# Hong (cognome)
Hong (홍?, 㤨, 䜤, 哄, 弘, 洪, 烘, 紅?) è un cognome di lingua coreana.

## Possibili trascrizioni
Houng.

## Origine e diffusione
Come per tutti i cognomi coreani, i portatori del cognome Hong sono divisi in diversi clan patrilineari, in base al proprio bon-gwan. La maggior parte di questi clan fa risalire le proprie origini a uno specifico fondatore. Questo sistema raggiunse il suo apice sotto l’aristocrazia yangban della dinastia Joseon, ma rimane in uso oggi. Storicamente si conoscevano 10 clan, ma attualmente ne rimangono quattro. I clan Hong sono Namyang, Pungsan, Bugye e Hongju.
Il clan più grande è il clan Namyang (coreano: 남양 홍씨; Hanja: 南陽 洪氏; RR: Namyang Hongssi) il cui fondatore fu Hong Eun-yeol durante la dinastia Goryeo. Un altro fondatore di questo clan fu Hong Seon-haeng. Pertanto, il clan Namyang Hong è unico tra i cognomi coreani in quanto include due linee familiari separate e non correlate.
Tutti gli antenati del clan Pungsan Hong di Andong (coreano: 풍산 홍씨; Hanja: 豊山 洪氏; RR: Pungsan Hongssi) possono essere fatti risalire a Hong Ji-gyeong della dinastia Goryeo. I Pungsan Hong erano conosciuti come yangban tra gli yangban. Hong Jin era un discendente diretto di Hong Ji-gyeong.
Si tratta del 21º cognome per diffusione in Corea secondo i dati del Korean National Statistics Office del 2015. Nel Paese è portato da circa 558994 persone.

## Persone
- Eun Ah Hong, arbitro di calcio sudcoreana